# Otay Ranch Town Center

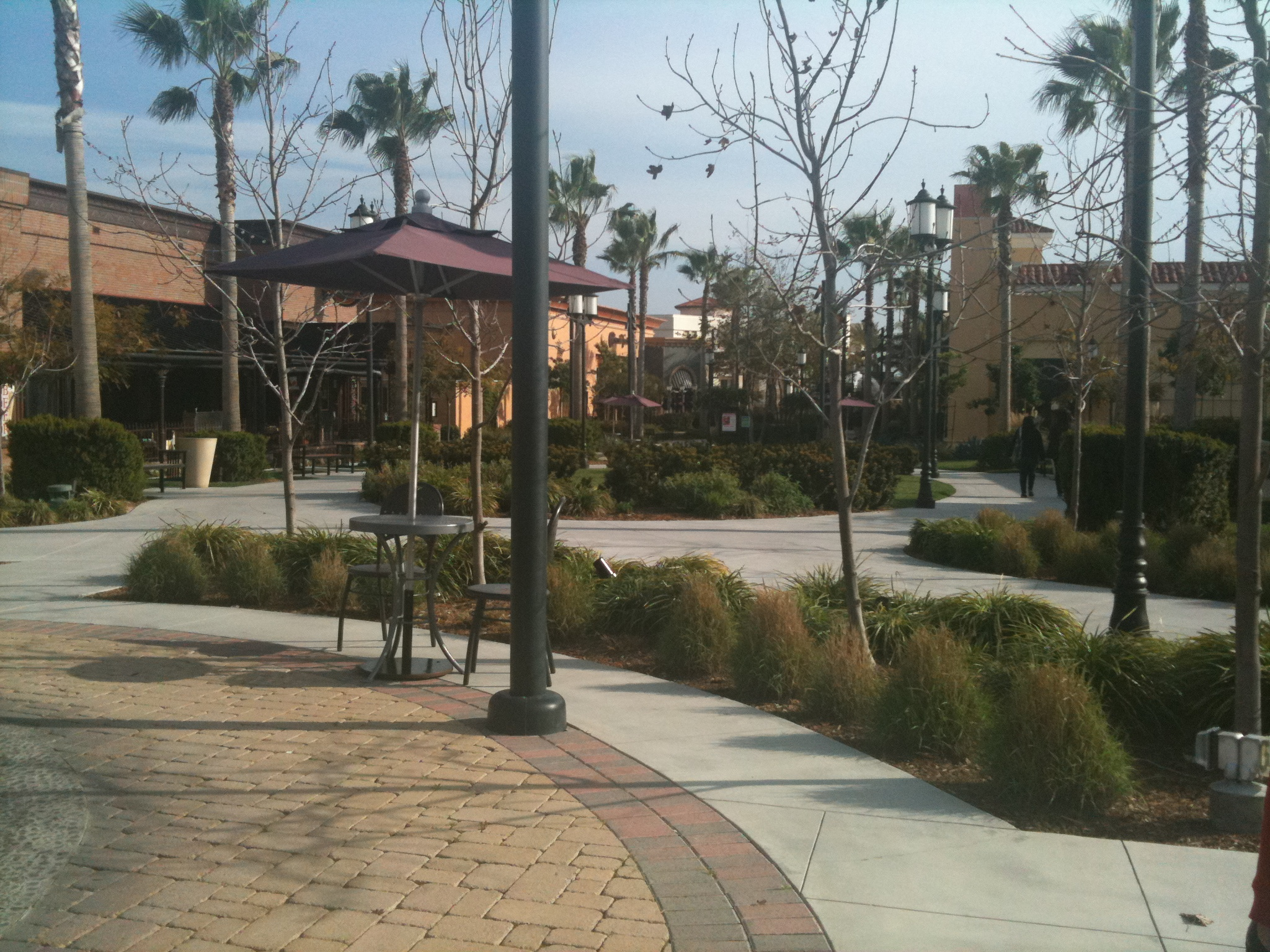
Otay Ranch Town Center.

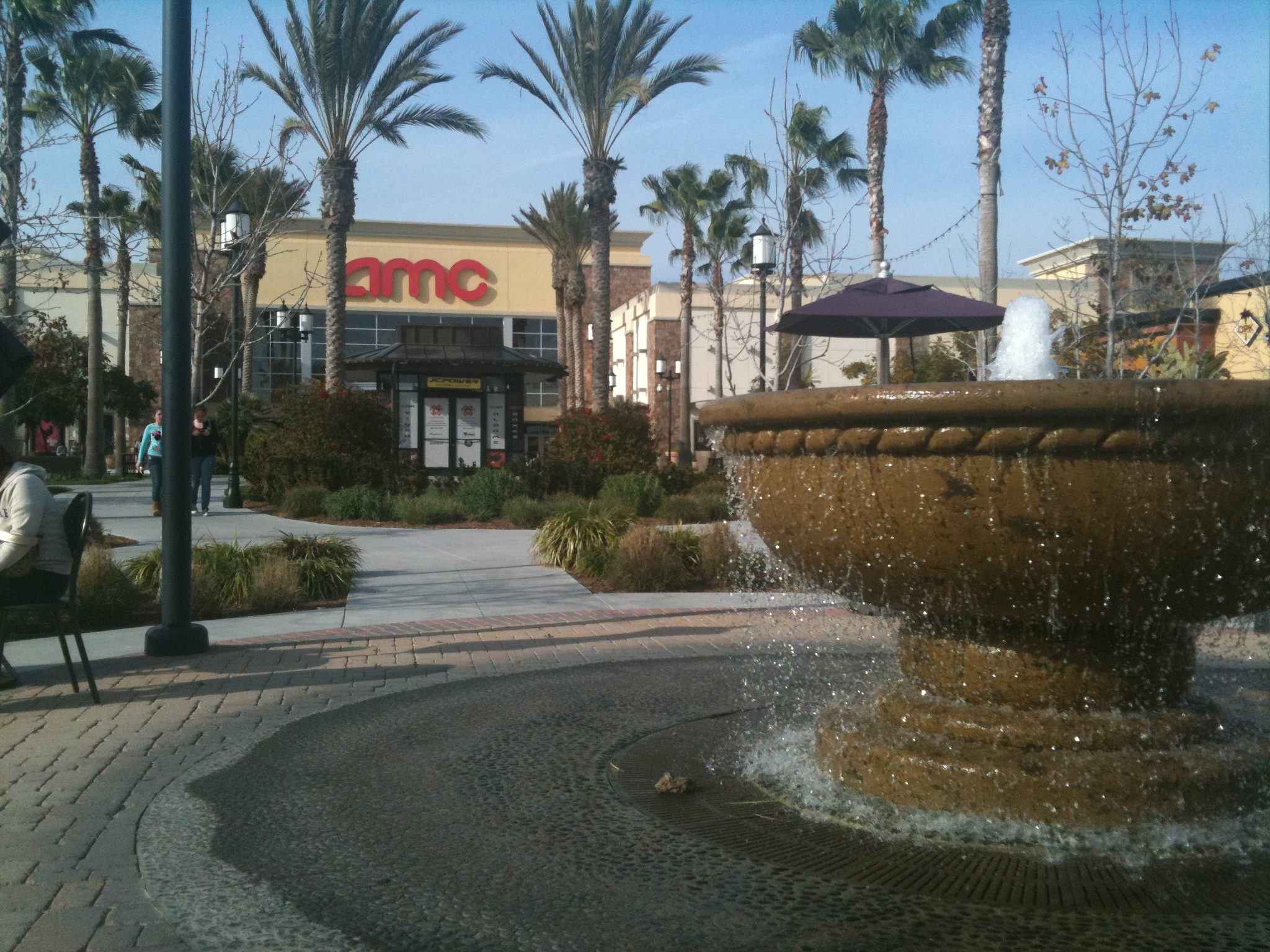
AMC Theatres en Otay Ranch Town Center.

Otay Ranch Town Center es un centro comercial de estilo de vida en el área de Otay Ranch, área de Chula Vista, California, propiedad de General Growth Properties. El centro comercial abrió en octubre de 2006 localizado céntricamente entre las localidades de Otay Ranch e Eastlake. 

## Tiendas

### Anclas
- AMC Theaters
- Barnes & Noble
- Best Buy
- Macy's

### Lado norte del centro comercial
- Aéropostale
- American Eagle Outfitters
- Ann Taylor
- Anthropologie
- Izod
- Lucy
- Vans
- Pac Sun

### Lado sur del centro comercial
- Apple
- Banana Republic
- Barnes & Noble
- Best Buy
- bebe
- Coach
- Claire's
- Chloe's Accessories
- Gymboree
- Ripley Corp. S.A.
- H&M
- Hollister Co.
- Lucky Brand Jeans
- Limited Too
- Sephora
- Sunglass Hut International
- Victoria's Secret
- White House Black Market
- Zumiez

### The Village
- J Jill
- Panera Bread
- Verizon Wireless
- Coldwater Creek
- Sushi-Ya
- Coldwater Creek Spa

## Restaurantes

### The Village
- J Jill
- Panera Bread
- Verizon Wireless
- Coldwater Creek
- Sushi-Ya
- Coldwater Creek Spa

### Restaurant Walk
- California Pizza Kitchen
- Cheesecake Factory
- Chili's
- King's Fish House
- P.F. Chang's China Bistro
- Romano's Macaroni Grill
- Frida's Mexican Cuisine

### Food Depot
- Starbucks Coffee
- Marble Slab
- Juice It Up!
- Panda Express

### Food Court
- Nestlé Toll House Café
- D Lush
- Wetzel's Pretzels
- Tokyo Grill
- Hot Dog on a Stick